# Le Samyn 2016
De wielerwedstrijd Le Samyn werd in 2016 gehouden op 2 maart. De start was in Quaregnon, de aankomst in Dour. De Nederlander Niki Terpstra won de wedstrijd bij de mannen en zijn landgenote Chantal Blaak bij de vrouwen.

## Mannen
De wedstrijd was bij de mannen aan zijn 48e editie toe en maakte deel uit van de UCI Europe Tour 2016, in de categorie 1.1. Het was de eerste wedstrijd van de Napoleon Games Cycling Cup 2016. De Nederlander Niki Terpstra won na een solo van 14 km voor de Brit Scott Thwaites en de Fransman Florian Sénéchal. Door de slechte weersomstandigheden bereikten slechts 28 van de 188 deelnemers de eindmeet.

### Uitslag
| Plaats  | Naam               | Ploeg                            | Tijd     |
| ------- | ------------------ | -------------------------------- | -------- |
| Winnaar | Niki Terpstra      | Etixx-Quick Step                 | 4u52'52" |
| 2       | Scott Thwaites     | Team Bora-Argon 18               | + 19"    |
| 3       | Florian Senechal   | Cofidis Solutions Credits        | + 37"    |
| 4       | Loic Vliegen       | BMC Racing Team                  | z.t.     |
| 5       | Nils Politt        | Team Katusha                     | z.t.     |
| 6       | Dylan Groenewegen  | Team LottoNL-Jumbo               | + 44"    |
| 7       | Sven Erik Bystrøm  | Team Katusha                     | z.t.     |
| 8       | Tim Declercq       | Topsport Vlaanderen-Baloise      | + 46"    |
| 9       | Maarten Wynants    | Team LottoNL-Jumbo               | + 48"    |
| 10      | Tony Hurel         | Direct Énergie                   | + 1'00"  |
| 11      | Maxime Daniel      | AG2R La Mondiale                 | + 3'39"  |
| 12      | Daniel McLay       | Fortuneo-Vital Concept           | + 4'21"  |
| 13      | Sean De Bie        | Lotto Soudal                     | + 5'58"  |
| 14      | Floris De Tier     | Topsport Vlaanderen-Baloise      | + 5'59"  |
| 15      | Gediminas Bagdonas | AG2R La Mondiale                 | + 6'06"  |
| 16      | Olivier Pardini    | Wallonie Bruxelles-Group Protect | + 6'15"  |
| 17      | Sander Helven      | Topsport Vlaanderen-Baloise      | z.t.     |
| 18      | Twan Castelijns    | Team LottoNL-Jumbo               | z.t.     |
| 19      | Ralf Matzka        | Team Bora-Argon 18               | z.t.     |
| 20      | Davide Martinelli  | Etixx-Quick Step                 | z.t.     |

## Vrouwen
De wedstrijd was bij de vrouwen aan zijn vijfde editie toe, ingedeeld in de UCI-wedstrijdcategorie 1.2. Ze maakte deel uit van het regelmatigheidscriterium, de Lotto Cycling Cup. Chantal Blaak, die de wedstrijd ook in 2015 won, klopte de Zweedse kampioene Emma Johansson in een sprint met twee en behaalde zo haar eerste overwinning van het seizoen. Amy Pieters vervolledigde het podium.

### Uitslag
| Plaats  | Naam                 | Ploeg                                 | Tijd     |
| ------- | -------------------- | ------------------------------------- | -------- |
| Winnaar | Chantal Blaak        | Boels Dolmans Cycling Team            | 3u03'36" |
| 2       | Emma Johansson       | Wiggle High5                          | z.t.     |
| 3       | Amy Pieters          | Wiggle High5                          | + 14"    |
| 4       | Floortje Mackaij     | Team Liv-Plantur                      | z.t.     |
| 5       | Demi de Jong         | Boels Dolmans Cycling Team            | z.t.     |
| 6       | Nikki Harris         | Boels Dolmans Cycling Team            | z.t.     |
| 7       | Christine Majerus    | Boels Dolmans Cycling Team            | + 18"    |
| 8       | Kelly Druyts         | Topsport Vlaanderen-Etixx-Guill D'or  | + 41"    |
| 9       | Lauren Kitchen       | Hitec Products                        | + 48"    |
| 10      | Roxane Fournier      | Poitou-Charentes.Futuroscope.86       | z.t.     |
| 11      | Jermaine Post        | Parkhotel Valkenburg Continental Team | z.t.     |
| 12      | Karol-Ann Canuel     | Boels Dolmans Cycling Team            | z.t.     |
| 13      | Valentina Scandolara | Cylance Pro Cycling                   | z.t.     |
| 14      | Monique van de Ree   | Lares-Waowdeals                       | z.t.     |
| 15      | Natalie van Gogh     | Parkhotel Valkenburg Continental Team | z.t.     |
| 16      | Annelies Dom         | Lensworld.eu - Zannata                | z.t.     |
| 17      | Camilla Møllebro     | Team BMS BIRN                         | z.t.     |
| 18      | Valerie Demey        | Topsport Vlaanderen-Etixx-Guill D'or  | + 1'35"  |
| 19      | Gilke Croket         | Topsport Vlaanderen-Etixx-Guill D'or  | z.t.     |
| 20      | Julia Soek           | Team Liv-Plantur                      | + 1'37"  |

1968 · 1969 · 1970 · 1971 · 1972 · 1973 · 1974 · 1975 · 1976 · 1977 · 1978 · 1979 · 1980 · 1981 · 1982 · 1983 · 1984 · 1985 · 1986 · 1987 · 1988 · 1989 · 1990 · 1991 · 1992 · 1993 · 1994 · 1995 · 1996 · 1997 · 1998 · 1999 · 2000 · 2001 · 2002 · 2003 · 2004 · 2005 · 2006 · 2007 · 2008 · 2009 · 2010 · 2011 · 2012 · 2013 · 2014 · 2015 · 2016 · 2017 · 2018 · 2019 · 2020 · 2021 · 2022 · 2023 · 2024 · 2025
Etappewedstrijden

 Ster van Bessèges · 
 Ronde van Valencia · 
 La Méditerranéenne · 
 Ronde van de Algarve · 
 Ruta del Sol · 
 Ronde van de Haut-Var · 
 Ronde van de Provence · 
 Driedaagse van West-Vlaanderen · 
 Internationale Wielerweek · 
 Internationaal Wegcriterium · 
 Driedaagse van De Panne-Koksijde · 
 Ronde van de Sarthe · 
 Ronde van Castilië en León · 
 Ronde van Trentino · 
 Ronde van Kroatië · 
 Ronde van Turkije · 
 Ronde van Yorkshire · 
 Ronde van Asturië · 
 Ronde van Azerbeidzjan · 
 Vierdaagse van Duinkerke · 
 Ronde van Madrid · 
 Ronde van Picardië · 
 Ronde van Cova da Beira · 
 Ronde van Noorwegen · 
 World Ports Classic · 
 Ronde van België · 
 Ronde van Estland · 
 Ronde van Luxemburg · 
 Boucles de la Mayenne · 
 Ster ZLM Toer · 
 Ronde van Slovenië · 
 Ronde van Oostenrijk · 
 Sibiu Cycling Tour · 
 Ronde van Rhône Alpes-Valromey · 
 Ronde van Wallonië · 
 Ronde van Denemarken · 
 Ronde van Portugal · 
 Ronde van Burgos · 
 Ronde van Gévaudan Languedoc-Roussillon · 
 Ronde van de Ain · 
 Ronde van Tsjechië · 
 Arctic Race of Norway · 
 Ronde van de Limousin · 
 Ronde van Poitou-Charentes · 
 Tour des Fjords · 
 Ronde van Groot-Brittannië · 
 Ronde van Toscane · 
 Eurométropole Tour
Eendaagse wedstrijden

 Trofeo Felanitx-Ses Salines-Campos-Porreres · 
 Trofeo Pollença-Port de Andratx · 
 Trofeo Serra de Tramuntana · 
 Trofeo Playa de Palma-Palma · 
 GP La Marseillaise · 
 Grote Prijs van de Etruskische Kust · 
 Ronde van Murcia · 
 Clásica de Almería · 
 Trofeo Laigueglia · 
 Omloop Het Nieuwsblad · 
 Classic Sud Ardèche · 
 GP Lugano · 
 Kuurne-Brussel-Kuurne · 
 La Drôme Classic · 
 Le Samyn · 
 Strade Bianche · 
 GP Industria & Artigianato · 
 Ronde van Drenthe · 
 Nokere Koerse · 
 GP Nobili Rubinetterie · 
 Handzame Classic · 
 Classic Loire-Atlantique · 
 Grote Prijs van Cholet-Pays de Loire · 
 Dwars door Vlaanderen · 
 Route Adélie de Vitré · 
 Grote Prijs Miguel Indurain · 
 Volta Limburg Classic · 
 Ronde van La Rioja · 
 Parijs-Camembert · 
 Scheldeprijs · 
 Klasika Primavera · 
 Brabantse Pijl · 
 GP Denain · 
 Ronde van de Finistère · 
 Ronde van de Apennijnen · 
 Tro-Bro Léon · 
 La Roue Tourangelle · 
 Rund um den Finanzplatz Eschborn-Frankfurt · 
 Velothon Wales · 
 Grote Prijs van de Somme · 
 Grote Prijs van Plumelec · 
 Boucles de l'Aulne  · 
 Velothon Berlin · 
 GP Kanton Aargau · 
 Ronde van Keulen · 
 Ronde van Limburg · 
 Velothon Copenhagen · 
 Halle-Ingooigem · 
 GP Cerami · 
 Velothon Stuttgart · 
 Prueba Villafranca de Ordizia · 
 Rad am Ring · 
 Circuito de Getxo · 
 RideLondon Classic · 
 Polynormande · 
 Dwars door het Hageland · 
 Arnhem-Veenendaal Classic · 
 GP Jef Scherens · 
 GP Stad Zottegem · 
 Druivenkoers Overijse · 
 Schaal Sels · 
 Brussels Cycling Classic · 
 GP Fourmies · 
 Velothon Stockholm · 
 Ronde van de Doubs · 
 GP van Wallonië · 
 Coppa Bernocchi · 
 Coppa Agostoni · 
 Kampioenschap van Vlaanderen · 
 Grote Prijs Impanis-Van Petegem · 
 Memorial Marco Pantani · 
 GP van Isbergues · 
 GP Industria & Commercio di Prato · 
 Coppa Sabatini · 
 Ronde van Emilia · 
 Duo Normand · 
 GP Beghelli · 
 Ronde van de Drie Valleien · 
 Milaan-Turijn · 
 Ronde van Piemonte · 
 Ronde van de Vendée · 
 Ronde van het Münsterland · 
 Binche-Chimay-Binche · 
 Parijs-Bourges · 
 Parijs-Tours · 
 Nationale Sluitingsprijs